# Compsocryptus resolutus
Compsocryptus resolutus là một loài tò vò trong họ Ichneumonidae.